# یواس‌اس فایتی (ای‌پی‌ای-۴۳)
یواس‌اس فایتی (ای‌پی‌ای-۴۳) (به انگلیسی: USS Fayette (APA-43)) یک کشتی بود که طول آن ۴۹۲ فوت (۱۵۰ متر) بود. این کشتی در سال ۱۹۴۳ ساخته شد.